# Aziatisch kampioenschap voetbal 2027
Het Aziatisch kampioenschap voetbal 2027 wordt de negentiende editie van het continentale voetbalkampioenschap. Aan het toernooi doen 24 landen mee. Het wordt gespeeld in januari 2027 in Saoedi-Arabië.

## Keuze gastland
Landen moesten voor de deadline van 30 juni 2020 aangeven dat ze dit toernooi wilden organiseren. Er waren op dat moment vijf landen die interesse hadden getoond. Dit waren: India, Iran, Qatar, Saoedi-Arabië en Oezbekistan. Later in het jaar werden alle officiële documenten, waaronder het bidbook door de landen aan de AFC overhandigd. Oezbekistan viel af in december 2020. Iran viel officieel af als gastland op 13 oktober 2022. Ook Qatar viel af toen bleek dat zij het toernooi van 2023 mochten organiseren.
Op 5 december 2020 liet de Indiaase voetbalbond weten af te zien van de organisatie.
Bekendmaking van het gastland werd gedaan op het AFC-congress van Manama in Bahrein.

## Kwalificatie

### Lijst van gekwalificeerde teams
| Land          | Gekwalificeerd als | Kwalificatiedatum | Aantal deelnames in toernooi (vorige deelnames)                                                |
| ------------- | ------------------ | ----------------- | ---------------------------------------------------------------------------------------------- |
| Saoedi-Arabië | Gastland/Groep G   | 1 februari 2023   | 12e (1984, 1988, 1992, 1996, 2000, 2004, 2007, 2011, 2015, 2019, 2023)                         |
| Qatar         | Groep A            | 26 maart 2024     | 12e (1980, 1984, 1988, 1992, 2000, 2004, 2007, 2011, 2015, 2019, 2023)                         |
| Koeweit       | Groep A            | 11 juni 2024      | 11e (1972, 1976, 1980, 1984, 1988, 1996, 2000, 2004, 2011, 2023)                               |
| Japan         | Groep B            | 2 april 2024      | 11e (1988, 1992, 1996, 2000, 2004, 2007, 2011, 2015, 2019, 2023)                               |
| Noord-Korea   | Groep B            | 11 juni 2024      | 6e (1980, 1992, 2011, 2015, 2023)                                                              |
| Zuid-Korea    | Groep C            | 6 juni 2024       | 16e (1956, 1960, 1964, 1972, 1980, 1984, 1988, 1996, 2000, 2004, 2007, 2011, 2015, 2019, 2023) |
| China         | Groep C            | 11 juni 2024      | 14e (1976, 1980, 1984, 1988, 1992, 1996, 2000, 2004, 2007, 2011, 2015, 2019, 2023)             |
| Oman          | Groep D            | 6 juni 2024       | 6e (2004, 2007, 2015, 2019, 2023)                                                              |
| Kirgizië      | Groep D            | 11 juni 2024      | 3e (2019, 2023)                                                                                |
| Iran          | Groep E            | 26 maart 2024     | 16e (1968, 1972, 1976, 1980, 1984, 1988, 1992, 1996, 2000, 2004, 2007, 2011, 2015, 2019, 2023) |
| Oezbekistan   | Groep E            | 26 maart 2024     | 9e (1996, 2000, 2004, 2007, 2011, 2015, 2019, 2023)                                            |
| Irak          | Groep F            | 26 maart 2024     | 11e (1972, 1976, 1996, 2000, 2004, 2007, 2011, 2015, 2019, 2023)                               |
| Indonesië     | Groep F            | 11 juni 2024      | 6e (1996, 2000, 2004, 2007, 2023)                                                              |
| Jordanië      | Groep G            | 6 juni 2024       | 6e (2004, 2011, 2015, 2019, 2023)                                                              |
| V.A.E.        | Groep H            | 26 maart 2024     | 12e (1980, 1984, 1988, 1992, 1996, 2004, 2007, 2011, 2015, 2019, 2023)                         |
| Bahrein       | Groep H            | 6 juni 2024       | 8e (1988, 2004, 2007, 2011, 2015, 2019, 2023)                                                  |
| Australië     | Groep I            | 26 maart 2024     | 6e (2007, 2011, 2015, 2019, 2023)                                                              |
| Palestina     | Groep I            | 6 juni 2024       | 4e (2015, 2019, 2023)                                                                          |